# Грабовский, Борис Павлович
Бори́с Па́влович Грабо́вский (26 мая 1901, Тобольск, Российская империя — 13 января 1966, Фрунзе, Киргизская ССР, СССР) — советский физик и изобретатель, один из пионеров телевидения, который первым изобрел полностью электронный телевизор со строчной и кадровой развертками.

## Биография
Борис Грабовский родился 26 мая 1901 года в Тобольске, в семье ссыльного украинского поэта-революционера Павла Арсеньевича Грабовского и Анастасии Николаевны Гутовской. После смерти отца в ноябре 1902 года мать Бориса Грабовского с сыном и со своей матерью переехала в Одессу, а затем в Харьков, а ещё позже перебралась в Среднюю Азию. Учась в гимназии, он увлекался физикой и химией, любил что-то конструировать и мастерить. В начале 1917 года Грабовские поселились в киргизском селении Токмак.
Борис Грабовский добровольцем вступил в Красную армию. Служил первоначально в первой, а затем четвёртой легкой туркестанской батарее, проучился в Ташкенте в Ташкентской совпартшколе, после окончания её служил в составе частей особого назначения (Пешпекский ЧОН). После демобилизации из армии Борис Грабовский уехал в Ташкент. Работал сначала в Таштраме обмотчиком проводов, а затем поступил на работу лаборантом в лабораторию физико-математического факультета Среднеазиатского университета (САГУ). Здесь он впервые познакомился с идеями передачи изображения на расстояние, которые захватили его. Грабовский начал работу по созданию аппарата электронного телевидения.

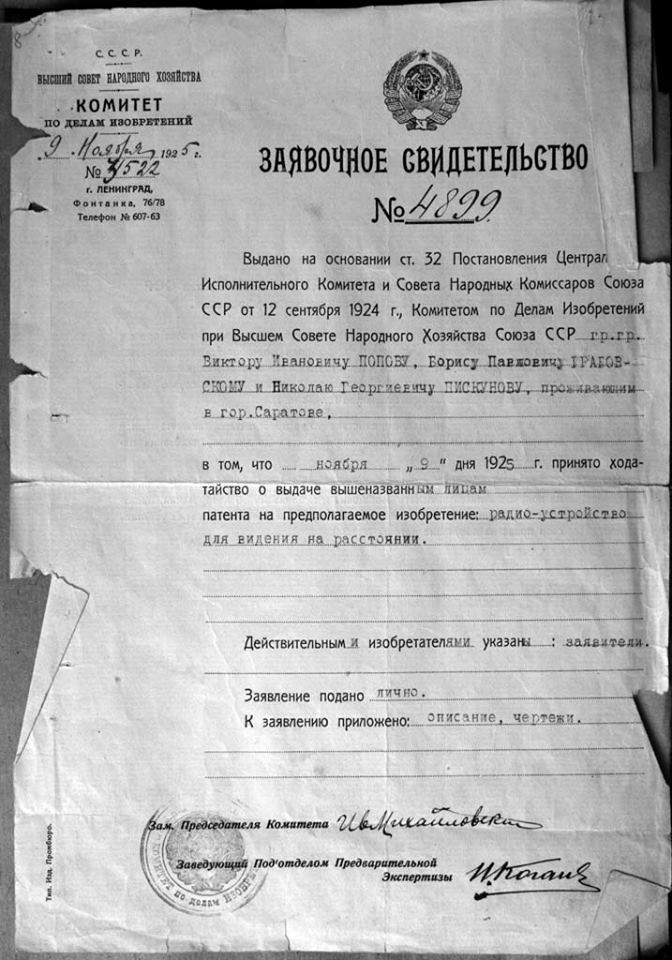

Весной 1924 года уехал в Саратов к сестре матери Сусанне Семененко. Желая продолжать своё образование, Борис Грабовский начал брать частным образом уроки у саратовского физика Н. Г. Пискунова. После того, как он подружился со своим преподавателем и рассказал ему о своих идеях, они стали работать вместе над изобретениями в сотрудничестве с молодым инженером-радистом В. И. Поповым. Первыми в истории они собрали действующую модель полностью электронной телевизионной системы: с электронной системой и приема, и передачи изображения. Изобретение было по совету Б. Л. Розинга запатентовано в Комитете по делам изобретений СССР. Автор данной идеи Б. Л. Розинг высоко оценил разработки Грабовского и посвятил его достижениям в области дальновидения статью
в журнале «Наука и техника».
Изобретатели продолжали доработку своего прибора в Ленинграде на электровакуумном заводе «Светлана». Осенью 1926 года Грабовский с соавторами уехал для дальнейшей работы в Ташкент, так как не смог найти работу и жильё в Саратове.
26 июля 1928 года в Ташкенте Б. П. Грабовскому впервые в мире удалось передать по радио, без проводов, движущееся изображение с помощью полностью электронной системы телевидения. Специальной комиссией в официальном протоколе зафиксировано, что 26 июля 1928 года был произведен опыт с приборами для передачи движущихся изображений на расстояние и хотя изображение было низкокачественным и с помехами, все же в нём можно было узнать одного из помощников Грабовского, а именно — Ивана Филипповича Белянского. Таким образом, как писал позже в автобиографии сам Грабовский, первым переданным по телефоту изображением было изображение И. Ф. Белянского; первым изображением женщины, переданным по телефоту — изображение Л. А. Грабовской (жены Бориса Павловича). Сам автор изобретения назвал эту систему «Телефотом». Система содержала также усилители на электронных лампах, генераторы развертывающих напряжений, устройства синхронизации. По своим основополагающим идеям система была близка к современным схемам телепередачи изображений. Б. П. Грабовский также выступал с публичными лекциями и докладами о своём изобретении в Ташкенте и других городах СССР.
В Центральном государственном архиве (ЦГА) Республики Узбекистан имеется достаточно подробная подборка документов, свидетельствующая о серьёзном вкладе Б. П. Грабовского в развитие телевидения.
Несмотря на многократные проверки работы Телефота авторитетными комиссиями (см. например видеолекторий Бориса Голендера по ссылке), некоторые современные исследователи истории науки всё ещё ставят под сомнения приоритет изобретения телевидения Б. П. Грабовским.
Несмотря на явные успехи Грабовский не нашел должного понимания и финансовой поддержки, и в 1930 году работа над телефотом была прекращена. На решение повлиял и арест Бориса Розинга. В 1932 году Грабовский уехал во Фрунзе к матери, где продолжил изобретательскую деятельность на механическом заводе, но в других направлениях. В 1937 году поступил на физико-математический факультет Киргизского государственного университета, который окончил уже после войны, в 1945 году по специальности «физика». В военные годы Грабовский работал инструктором в школе противовоздушной и противохимической обороны. Но страсть к изобретательству и новаторству не покидала его, свидетельство этого — 50 заявочных свидетельств и 12 патентов.
Указом Президиума Верховного Совета Узбекистана от 21 октября 1965 года Борису Павловичу Грабовскому присвоено почётное звание «Заслуженный изобретатель УзССР» за выдающиеся заслуги в развитие телевидения.
Умер и был похоронен Борис Грабовский в 1966 году в столице Киргизии — городе Фрунзе, ныне Бишкек.
Известный историк и краевед Борис Голендер в своей видеолектории приводит детальные сведения о том, где и при каких обстоятельствах Борис Грабовский продемонстрировал специальной комиссии и публике свой первый полностью электронный телевизор в 1928 году.

## Интересные факты
Технические дневники, в которых Грабовский фиксировал все свои опыты, по сведениям из одних источников таинственным образом пропали, а затем через много лет оказались воспроизведены вплоть до мельчайших деталей в различных частях романа Митчела Уилсона «Брат мой, враг мой». По сведениям из других источников документы Грабовского не исчезли «таинственно». Их не вернули ему в Москве из ЦБРИЗ (центрального бюро рационализации и изобретательства) ВСНХ СССР. В числе этих документов были папки с чертежами, схемами и расчётами, а также рукопись «Энциклопедия телефотии».
От нищеты и голода вдова поэта приезжает в Токмак, а затем поселяется в Пишпеке. Борис Грабовский был добровольцем в первой легкой Туркестанской батарее, в частях особого назначения. После службы в Красной Армии будущий изобретатель по комсомольской путевке едет на обучение в совпартшколу в город Ташкент. Затем работает лаборантом в Ташкентском университете, получает диплом физика. В 1932 году он приезжает к матери в город Фрунзе и навсегда остается здесь. Научная элита столичного города не допускала выдающегося инженера в свой круг.